# 双合社区
双合社区，位于中國浙江省岱山县岱山岛最西端。历史上，这里是一个独立的岛屿，俗称“两头洞”。1980年仇家门海塘建好后，将其与岱山岛相连。曾设双合乡（乡名以纪念海塘修建将两岛合而为一），1992年撤消，并入岱西镇。2005年，该地区组建双合社区。建乡时曾设对港村、大岙村等，目前已合并为一个村，即双合村。

## 行政區劃
清朝光緒年間屬定海县蓬莱乡岱二庄，宣統年間屬岱山鎮。1949年7月起屬岱西乡，時由滃洲县隸。滃洲县於1950年5月并入定海县，岱山县於1953年6月自定海县分出，雙合地方屬之。1953年11月起，雙合地方屬一度改屬岱西區，1956年5月復歸岱西乡，同年10月分出双合乡。
1958年10月，人民公社制度施行，双合乡與渔山乡、东沙镇合組东沙人民公社。1958年11月，岱山县并入舟山县，东沙人民公社属之。1960年6月，东沙人民公社与岱中人民公社、高亭人民公社、岱西人民公社合組岱山人民公社。1961年10月，岱山人民公社分拆，雙合地方屬雙合人民公社。1962年6月，岱山县自舟山县分出，雙合人民公社屬之。
1984年5月，雙合人民公社改制為雙合鄉。1992年6月併回岱西乡，1993年岱西乡改称岱西镇。現為岱西镇所隸之双合社区。